# Yannic Seidenberg
Yannic Seidenberg (ur. 11 stycznia 1984 w Villingen-Schwenningen) – niemiecki hokeista, reprezentant Niemiec, olimpijczyk. W 2018 odznaczony Srebrnym Liściem Laurowym.
Jego starszy brat Dennis (ur. 1981) także został hokeistą.

## Kariera
- Adler Mannheim (2000–2003)
- Medicine Hat Tigers (2003–2004)
- Kölner Haie (2004–2005)
- ERC Ingolstadt (2005–2009)
- Adler Mannheim (2009–2013)
- EHC Red Bull Monachium (2013–)

Wychowanek klubu Schwenninger ERC. Od 2009 do 2013 roku zawodnik Adler Mannheim. Od maja 2013 zawodnik EHC Red Bull Monachium.
Uczestniczył w turniejach mistrzostw świata w 2006, 2007, 2008, 2009, 2014, 2015, 2016, 2017, 2018, 2019 oraz zimowych igrzysk olimpijskich 2018.

## Sukcesy
Reprezentacyjne
- Awans do MŚ Elity: 2006
- Srebrny medal zimowych igrzysk olimpijskich: 2018

Klubowe
- Złoty medal mistrzostw Niemiec: 2001 z Adler Mannheim, 2016, 2017, 2018 z EHC Red Bull Monachium
- Srebrny medal mistrzostw Niemiec: 2002, 2012 z Adler Mannheim
- Puchar Niemiec: 2003 z Adler Mannheim
- Ed Chynoweth Cup: 2004 z Medicine Hat Tigers

Indywidualne
- Mecz Gwiazd DEL: 2006, 2007, 2009
- DEL (2017/2018): najlepszy obrońca sezonu
- Mistrzostwa Świata w Hokeju na Lodzie 2018/Elita: jeden z trzech najlepszych zawodników reprezentacji w turnieju[3]